# Gmina Jeżów Sudecki
Gmina Jeżów Sudecki je polská vesnická gmina v okrese Krkonoše v Dolnoslezském vojvodství. Sídlem gminy je ves Jeżów Sudecki. V roce 2011 zde žilo 6 777 obyvatel.
Gmina má rozlohu 94,38 km² a zabírá 15,02 % rozlohy okresu. Skládá se z 8 starostenství.

## Starostenství
- Chrośnica
- Czernica
- Dziwiszów
- Janówek
- Jeżów Sudecki
- Płoszczyna
- Siedlęcin
- Wrzeszczyn

## Sousední gminy
Janowice Wielkie, Jelení Hora, Stara Kamienica, Świerzawa, Wleń